# Le Cénacle (Balzac)
Pour les articles homonymes, voir Cénacle.
Le Cénacle est un groupe d’intellectuels de La Comédie humaine d’Honoré de Balzac, formé en 1819. Ses membres apparaissent pour la première fois dans Le Père Goriot, avec Horace Bianchon, docteur en médecine. Puis, dans La Rabouilleuse, Joseph Bridau, peintre et Daniel d'Arthez, écrivain.

## Évolution du Cénacle de Balzac
Le Cénacle sera présenté au complet au fur et à mesure de l’avancement de La Comédie humaine, son premier chef étant Louis Lambert. Composé de jeunes gens honorables et d’une grande rigueur morale, il réunit des scientifiques, des écrivains, des artistes. 
« En créant le Cénacle, Balzac obéit à cette mystique du complot […] constante chez lui. Dans La Comédie humaine, l’homme seul succombe. Ne réussissent que ceux qui s’appuient sur un groupe. Henri de Marsay a une clique, Daniel d'Arthez a son Cénacle. Reste à savoir pourquoi Balzac a voulu ce Cénacle si hétéroclite. Ici nous avons un écrivain, un vaudevilliste, deux politiques, un médecin, un naturaliste, un peintre. »
Il y règne une variété de talents éclectiques qui n’ont aucun intérêt commun alors que des Raoul Nathan ou des Melchior de Canalis cultivent leur réputation dans des cercles littéraires imbriqués avec la presse. Et que des Nucingen, des comte Keller cultivent leurs relations dans la haute banque. Le Cénacle est un ensemble disparate parce que « la disparate des vocations trouve sa justification et son sens […] dans le fait que, pour Balzac, l’amitié se présente comme un sentiment complémentaire qui doit illustrer, à chaque coup, la fable de l’aveugle et du paralytique. L’homme, chez Balzac, cherche dans son ami non pas un reflet mais un complément ».

## Le rôle des membres
L’intégralité des « adhérents» du Cénacle et leur action politique, intellectuelle ou artistique est décrite avec précision dans Illusions perdues, où le cercle accueille Lucien de Rubempré et partage avec lui misère et philosophie, du moins au début des aventures du héros. Lucien rencontre à son arrivée à Paris Daniel d'Arthez à la bibliothèque Sainte-Geneviève. Daniel l’accueille dans sa mansarde et il y reçoit aussi Fulgence Ridal, auteur dramatique, Michel Chrestien, militant politique républicain, Léon Giraud, philosophe, le docteur Meyraux, biologiste, auxquels s’ajoutent Jean-Jacques Bixiou, caricaturiste et comédien, Joseph Bridau, peintre.

## La mission du Cénacle
Le Cénacle a une mission « d’encyclopédie vivante », ainsi que le qualifie Balzac en référence à Daniel d’Arthez qui s’enrichit l'esprit, non pas au contact d'autres gens de lettres, mais en fréquentant des hommes qui peuvent l’initier à des disciplines étrangères à la littérature. Mais tous ses membres n'y ont pas la même ampleur dans La Comédie humaine. Si d'Arthez est partout, « il a l'inconvénient d'être parfait : on en a bientôt fait le tour ». On distingue trois groupes dans ce Cénacle : les grands reparaissants, présents dans un grand nombre d'œuvres, les flambants qui traversent comme un éclair deux ou trois grandes œuvres, et les passants, abondamment évoqués mais peu mis en scène.

### Les grands reparaissants
- Daniel d'Arthez traverse intégralement La Comédie humaine, depuis Illusions perdues jusqu'au Député d'Arcis. On le trouve dans plus d'une douzaine de textes de 1818 à 1840.
- Horace Bianchon est présent de 1818 à 1846, de César Birotteau à La Femme auteur.
- Jean-Jacques Bixiou est un personnage d'ambiance, de répliques et de bons mots. C'est lui qui a le juste mot de la fin pour Eugène de Rastignac. Il est présent de 1815 à 1846, de La Rabouilleuse à La Femme auteur[6].
- Joseph Bridau, héros principal de La Rabouilleuse, traverse La Comédie humaine de 1818 à 1845 (Les Petits Bourgeois[7]).

### Les flambants
- Lucien de Rubempré, de 1819 à 1830. Son court passage sur terre et sa mort prématurée donnent lieu à deux œuvres majeures : Illusions perdues et Splendeurs et misères des courtisanes.
- Louis Lambert se brûle les ailes dans un mysticisme dévorant. Si on l’évoque souvent, on ne le voit que dans le seul roman éponyme, Louis Lambert. Il traverse La Comédie humaine aussi brièvement que Rubempré, de 1811 à 1824.

### Les passants
- Michel Chrestien (Cénacle), le docteur Meyraux, Léon Giraud et Fulgence Ridal passeront comme des ombres dans des conversations politiques enflammées (Giraud et Michel Chrestien dans Illusions perdues), des cours de zoologie (Meyraux dans Louis Lambert).
- Ridal, qui n'est pas vraiment un « pur », finit sa vie comme vaudevilliste, partageant avec Lousteau la direction d'un théâtre, dans Les Comédiens sans le savoir.